# Швабрук
Швабрук (њем. Schwabbruck) општина је у њемачкој савезној држави Баварска. Једно је од 34 општинска средишта округа Вајлхајм-Шонгау. Према процјени из 2010. у општини је живјело 959 становника. Посједује регионалну шифру (AGS) 9190149.

## Географски и демографски подаци
Швабрук се налази у савезној држави Баварска у округу Вајлхајм-Шонгау. Општина се налази на надморској висини од 733 метра. Површина општине износи 7,3 km². У самом мјесту је, према процјени из 2010. године, живјело 959 становника. Просјечна густина становништва износи 131 становника/km².